# Lagayan (Abra)
Lagayan is een gemeente in de Filipijnse provincie Abra op het eiland Luzon. Bij de laatste census in 2007 had de gemeente ruim 4 duizend inwoners.

## Geografie

### Bestuurlijke indeling
Lagayan is onderverdeeld in de volgende 5 barangays:
- Ba-i
- Collago
- Pang-ot
- Poblacion
- Pulot

## Demografie
Lagayan had bij de census van 2007 een inwoneraantal van 4.134 mensen. Dit zijn 240 mensen (6,2%) meer dan bij de vorige census van 2000. De gemiddelde jaarlijkse groei komt daarmee uit op 0,83%, hetgeen lager is dan het landelijk jaarlijks gemiddelde over deze periode (2,04%). Vergeleken met de census van 1995 is het aantal mensen met 722 (21,2%) toegenomen.

De bevolkingsdichtheid van Lagayan was ten tijde van de laatste census, met 4.134 inwoners op 130,5 km², 31,7 mensen per km².